# Josh Pierson

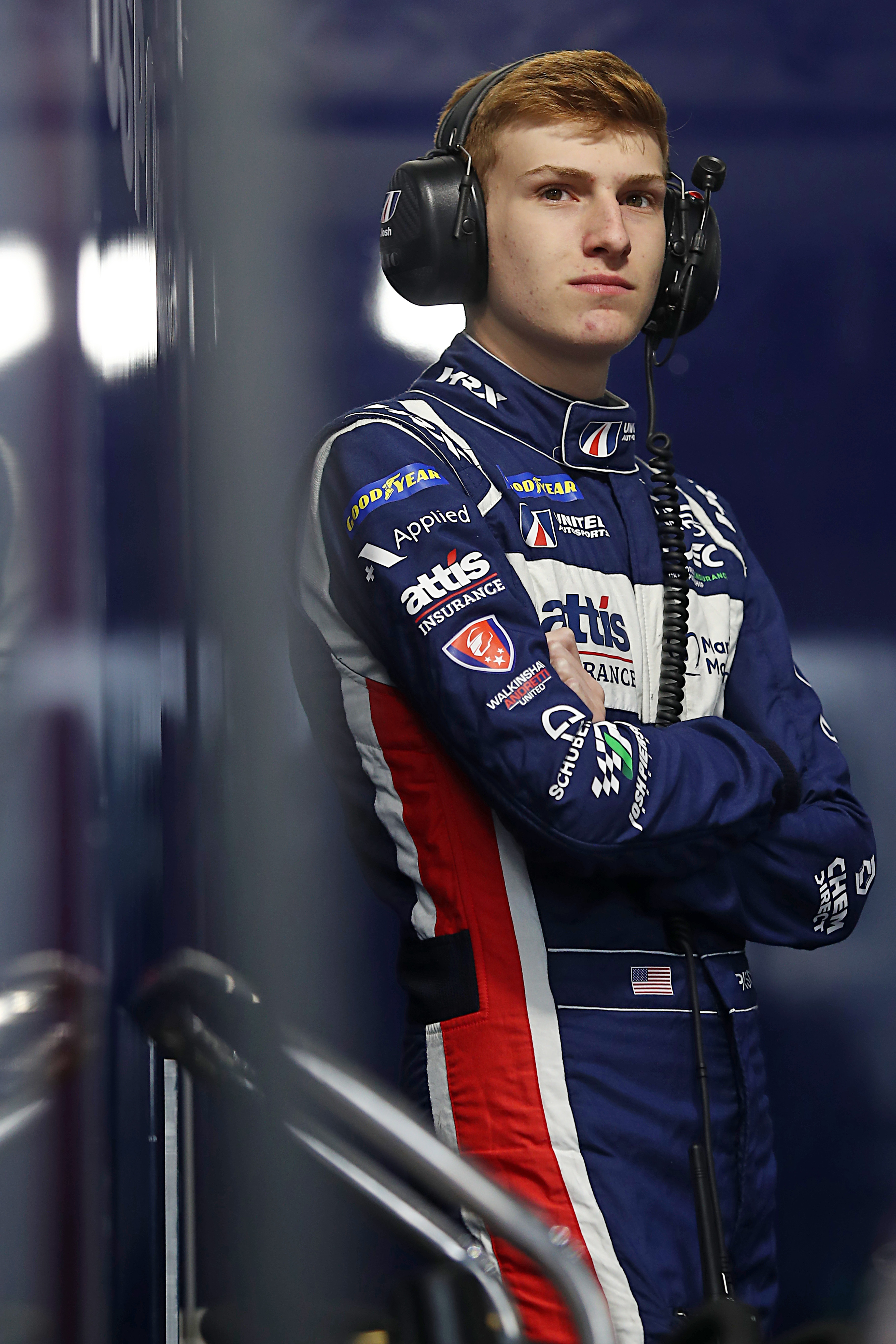
Josh Pierson 2022

Joshua „Josh“ Pierson (* 14. Februar 2006 in Portland, Maine) ist ein US-amerikanischer Autorennfahrer.

## Karriere als Rennfahrer
Am 11. Juni 2022, als Josh Pierson erstmals zum 24-Stunden-Rennen von Le Mans startete, war er 16 Jahre und 117 Tage alt. Er war damit der jüngste Fahrer in der Geschichte dieses 24-Stunden-Rennens und löste Matt McMurry ab, der 2014 bei seinem Le-Mans-Debüt 16 Jahre und 202 Tage alt war.
Josh Pierson begann im Alter von sieben Jahren mit dem Kartsport, in dem er in den folgenden Jahren mehrere Meisterschaften gewann. 2020, als 14-Jähriger, startete er in einer Monoposto-Nachwuchsformel und beendete 2021 die Cooper Tires USF2000 Championship an der vierten Stelle. Seinen ersten FIA-Langstrecken-Weltmeisterschaftslauf bestritt er 2022 in Sebring. Er war der jüngste Starter in der Geschichte der Sportwagen-Weltmeisterschaft und mit dem Erfolg in der LMP2-Klasse der jüngste Klassensieger in der langen Geschichte des Sportwagensports. Die Rennsaison beendete er als Klassendritter.

## Statistik

### Le-Mans-Ergebnisse
| Jahr | Team              | Fahrzeug | Teamkollege   | Teamkollege   | Platzierung | Ausfallgrund |
| ---- | ----------------- | -------- | ------------- | ------------- | ----------- | ------------ |
| 2022 | United Autosports | Oreca 07 | Alex Lynn     | Oliver Jarvis | Rang 10     |              |
| 2023 | United Autosports | Oreca 07 | Tom Blomqvist | Oliver Jarvis | Rang 18     |              |

### Sebring-Ergebnisse
| Jahr | Team                      | Fahrzeug | Teamkollege       | Teamkollege         | Platzierung | Ausfallgrund |
| ---- | ------------------------- | -------- | ----------------- | ------------------- | ----------- | ------------ |
| 2022 | PR1 Mathiasen Motorsports | Oreca 07 | Jonathan Bomarito | Steven Thomas       | Rang 10     |              |
| 2023 | TDS Racing                | Oreca 07 | François Hériau   | Giedo van der Garde | Ausfall     | Unfall       |

### Einzelergebnisse in der FIA-Langstrecken-Weltmeisterschaft
| Saison | Team              | Rennwagen | 1   | 2   | 3   | 4   | 5   | 6   | 7   |
| ------ | ----------------- | --------- | --- | --- | --- | --- | --- | --- | --- |
| 2022   | United Autosports | Oreca 07  | SEB | SPA | LEM | MON | FUJ | BAH |     |
| 2022   | United Autosports | Oreca 07  | 4   | 8   | 10  | 8   | 9   | 6   |     |
| 2023   | United Autosports | Oreca 07  | SEB | POR | SPA | LEM | MON | FUJ | BAH |
| 2023   | United Autosports | Oreca 07  | DNF | 10  | 8   | 18  | 14  | 14  | 19  |